# Peter N. Walker
Pour les articles homonymes, voir Peter Walker et Walker.
Peter N. Walker, né le 18 mai 1936 dans la partie nord du village de Glaisdale, intégrée au parc national des North York Moors, dans le comté du Yorkshire du Nord et mort le 21 avril 2017 à Ampleforth (Yorkshire du Nord), est un essayiste et un auteur britannique de roman policier.
Il a également signé des œuvres des pseudonymes Nicholas Rhea, James Ferguson, Christopher Coram, Andrew Arncliffe et Tom Ferris.

## Biographie
À l'âge de seize ans, Peter N. Walker entre dans la police du Yorkshire comme cadet. Il fait ensuite une longue carrière dans les forces de l'ordre qui lui permet de monter en grade : passant de constable à sergent, puis à inspecteur. Avant sa retraite, en janvier 1983, il devient officier chargé des relations avec la presse.
Il décide dès 1964 d'occuper ses temps libres à l'écriture. En 1967 paraît La Route du whisky, le premier volume de la série policière Carnaby, dont trois titres ont été traduits en France.  En Angleterre, Peter N. Walker est mieux connu sous le pseudonyme de Nicholas Rhea pour la série policière Constable. Appartenant au sous-genre de la procédure policière, cette série, qui se déroule dans les années 1960, a servi de base à la série télévisée britannique Heartbeat (UK TV series) (en).
Peter N. Walker a également publié, sous son patronyme ou sous l'un de ses pseudonymes, d'autres romans policiers, ainsi que des ouvrages et des essais de criminologie.
Il est mort le 21 avril 2017, âgé de 80 ans,.

## Œuvre

### Romans signés Peter N. Walker

#### SérieCarnaby
- Carnaby and the Hijackers (1967) Publié en français sous le titre La Route du whisky, Paris, Librairie des Champs-Élysées, Le Masque no 1075, 1969
- Carnaby and the Gaolbreakers (1968) Publié en français sous le titre Le policier est en prison, Paris, Librairie des Champs-Élysées, Le Masque no 1087, 1969
- Carnaby and the Assassins (1968) Publié en français sous le titre Les Hôtes de Fern Cottage, Paris, Librairie des Champs-Élysées, Le Masque no 1118, 1970
- Carnaby and the Conspirators (1969)
- Carnaby and the Saboteurs (1970)
- Carnaby and the Eliminators (1971)
- Carnaby and the Demonstrators (1972)
- Carnaby and the Infiltrators (1974)
- Carnaby and the Kidnappers (1976)
- Carnaby and the Counterfeiters (1980)
- Carnaby and the Campaigners (1984)

#### SériePanda One
- Panda One on Duty (1971)
- Panda One Investigates (1973)
- Witchcraft for Panda One (1978)
- Siege for Panda One (1981)

#### Autres romans
- Fatal Accident (1970)
- Special Duty (1971)
- Identification Parade (1972)
- Major Incident (1974)
- The Dovingsby Death (1975)
- The MacIntyre Plot (1977)
- Missing from Home (1977)
- Target Criminal (1978)
- The Carlton Plot (1980)
- Teenage Cop (1982)
- Robber in a Mole Trap (1985)

### Romans signés Nicholas Rhea

#### SérieConstable
- Constable on the Hill (1979)
- Constable on the Prowl (1980)
- Constable Around the Village (1981)
- Constable Across the Moors (1982)
- Constable in the Dale (1983)
- Constable by the Sea (1985)
- Constable Along the Lane (1986)
- Constable Through the Meadow (1988)
- Constable at the Double (1988)
- Constable in Disguise (1989)
- Constable Among the Heather (1990)
- Constable by the Stream (1991)
- Constable on Call (1993)
- Constable Around the Green (1993)
- Constable Beneath the Trees (1994)
- Constable in Control (1994)
- Constable in the Shrubbery (1995)
- Constable Versus Greengrass (1995)
- Constable About the Parish (1996)
- Constable at the Gate (1997)
- Constable at the Dam (1997)
- Constable Over the Stile (1998)
- Constable Under the Gooseberry Bush (1999)
- Constable in the Farmyard ou Constable Down on the Farm (1999)
- Constable Around the Houses (2000)
- Constable Along the Highway (2001)
- Constable Over the Bridge (2001)
- Constable Goes to Market (2002)
- Constable Along the River-bank (2002)
- Constable in the Wilderness (2003)
- Constable Around the Park (2004)
- Constable Along the Trail (2005)
- Constable in the Country (2005)
- Constable on the Coast (2006)
- Constable on View (2007)
- Constable Beats the Bounds (2009)
- Constable at the Fair (2010)
- Constable Over the Hill (2012)

#### SérieDetective Superintendant Mark Pemberton
- False Alibi (1991), signé Peter N. Walker
- Grave Secrets (1992), signé Peter N. Walker
- Family Ties (1994)
- Suspect (1995)
- Confession (1997)
- Death of a Princess (1999)
- The Sniper (2001)
- Dead Ends (2004)
- Murder Under the Midnight Sun (2008)

#### SérieMontague Pluke
- Omens of Death (1997)
- Superstitious Death (1998)
- A Well-Pressed Shroud (2000)
- Garland for a Dead Maiden (2002)

#### SérieAssured
- Some Assured (2004)
- Rest Assured (2005)
- Self Assured (2005)

#### SérieMontague Pluke Murder Mystery
- The Curse of the Golden Trough (2004)
- Prize Murder (2006)

#### Autres romans
- Yorkshire Days (1995)
- Sergeant Simpson's Sacrifice (2005)
- Murder at Maddleskirk Abbey (2013)

### Romans signés Christopher Coram

#### SérieRoss MacAllister
- Death in Ptarmigan Forest (1969)
- Death on the Motorway (1973)
- Murder by the Lake (1975)
- Murder Beneath the Trees (1979)
- Prisoner On the Dam (1982)

#### Autres romans
- A Call to Danger (1968)
- A Call to Die (1969)
- Prisoner On the Run (1985)

#### SérieEmmerdale Farmsignée James Ferguson
- A Friend in Need (1987)
- Divided Loyalties (1988)
- Wives and Lovers (1989)

#### Roman signé Andrew Arncliffe
- Murder After the Holiday (1985)

#### Roman signé Tom Ferris
- Espionage for a Lady (1969)

### Autres publications

#### Signées Peter N. Walker
- Courts of Law: a Guide to Their History and Working (1970)
- Punishment: an Illustrated History (1972)
- Murders and Mysteries from the North York Moors (1988)
- Murders and Mysteries from the Yorkshire Dales (1991)

#### Signées  Nicholas Rhea
- Portrait of the North York Moors (1985)
- Blessed Nicholas Postgate: Martyr of the Moors (2012)

#### Signées James Ferguson
- Emmerdale Book of Country Lore (1988)
- Emmerdale Official Companion (1988)
- Emmerdale's Yorkshire (1990)

## Sources
- Jacques Baudou et Jean-Jacques Schleret, Le Vrai Visage du Masque, vol. 1, Paris, Futuropolis, 1984, 476 p. (OCLC 311506692), p. 457-458.